# Empresa Municipal de Transportes de Madrid
La Empresa Municipal de Transportes de Madrid (también conocida como EMT Madrid) es una empresa pública que da servicio de transporte público de superficie en la ciudad de Madrid (España). Pertenece en su totalidad al ayuntamiento de esta ciudad.
Desde que se creó el Consorcio Regional de Transportes de Madrid en 1985, entidad que gestiona todos los medios de transporte público de la Comunidad de Madrid, los autobuses urbanos de Madrid operan bajo su autoridad.

## Historia
Se constituyó el 12 de noviembre de 1947, tras la disolución de la Empresa Mixta de Transportes. Originalmente, una sociedad privada municipal, en 1971 se convirtió en sociedad anónima. Prestó el servicio de trolebús hasta su desaparición en 1966 y de tranvías hasta 1972.

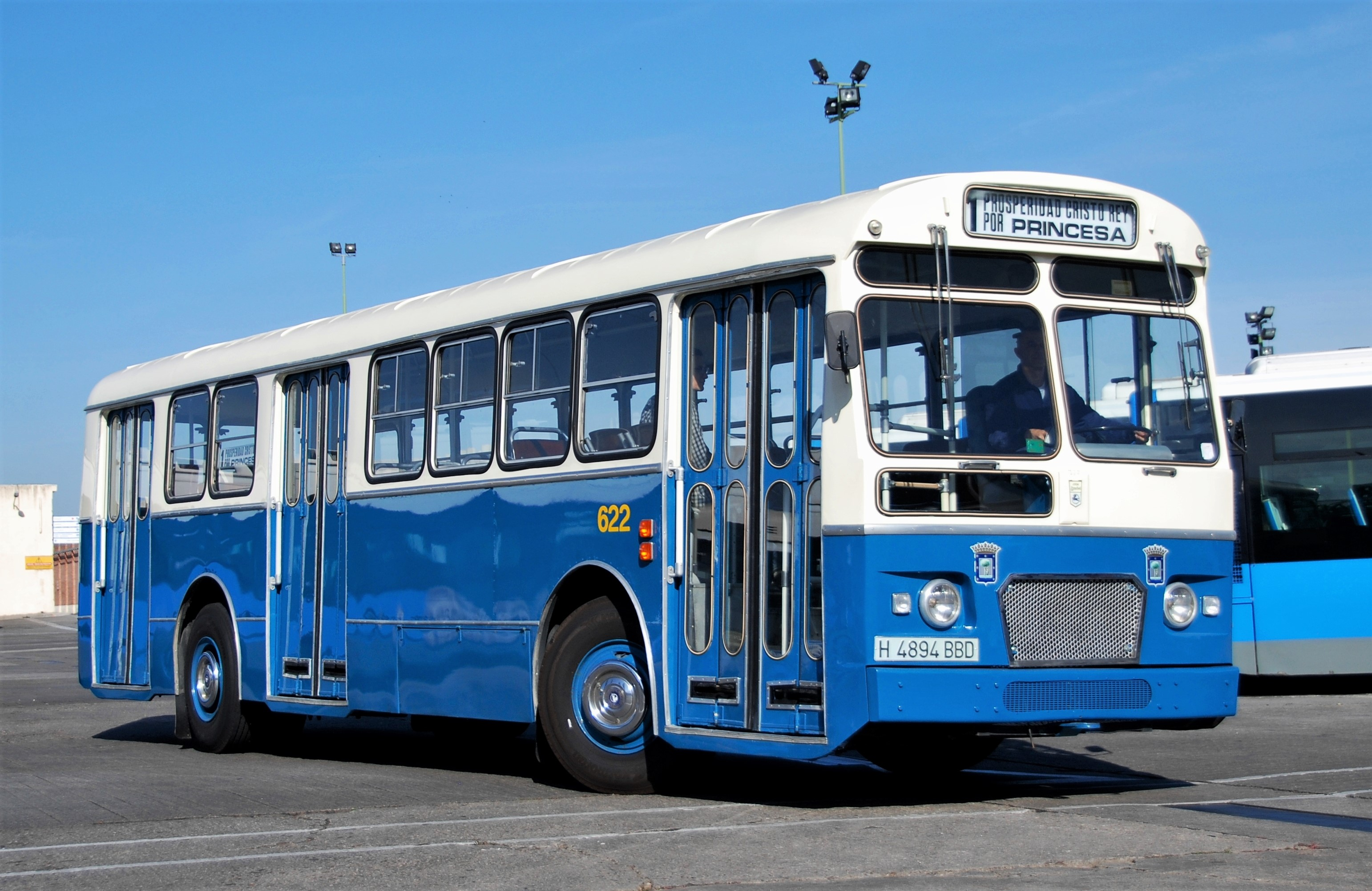
Antiguo autobús de la línea 1

El color actual de sus autobuses es azul y blanco. Cuando se creó la empresa en 1947 los autobuses también eran azules, pero de un tono más oscuro que el actual, era así por herencia de la antigua Sociedad Madrileña de Tranvías. En 1974, aprovechando el final de los tranvías dos años antes, se traspasa a un color rojo de una forma paulatina, que se culmina en 1986, año en el que todos los autobuses municipales son ya rojos.  Y así fue hasta 1992, cuando llegó el primer azul cielo al autobús, cuando comienza a entrar en la empresa autobuses de Gas Natural, y estos, tenían su color característico para definirlo del resto. En el verano de 2008, comienza de nuevo el cambio de color al actual azul de una forma progresiva, con la entrada de nuevos autobuses y la desaparición de los viejos, con su color rojo.
También la empresa ha pasado por diversos logos. Comenzó con una E redonda en cuyo interior se colocaban una M y una T. Y a finales de los 70, aparece dos flechas rojo (o amarillas en fondo rojo) entrecruzadas entre sí que indicaba un "Ven y Voy". En el 2010 aparece un logo azul, al igual que el cambio de color que se estaba dando en los autobuses, con las palabras EMT encima de un cuadrado  con el escudo de la ciudad y la palabra "¡Madrid!". En 2018, y con ya toda su flota de autobuses en azul, se cambia de nuevo el logotipo -por el actual- que es una "e" minúscula seguido de un signo ">" blanco sobre fondo azul.
Por último, las actuales marquesinas de los autobuses fueron introducidas en septiembre de 2014.

## Transporte público multimodal

### Líneas de autobuses urbanos

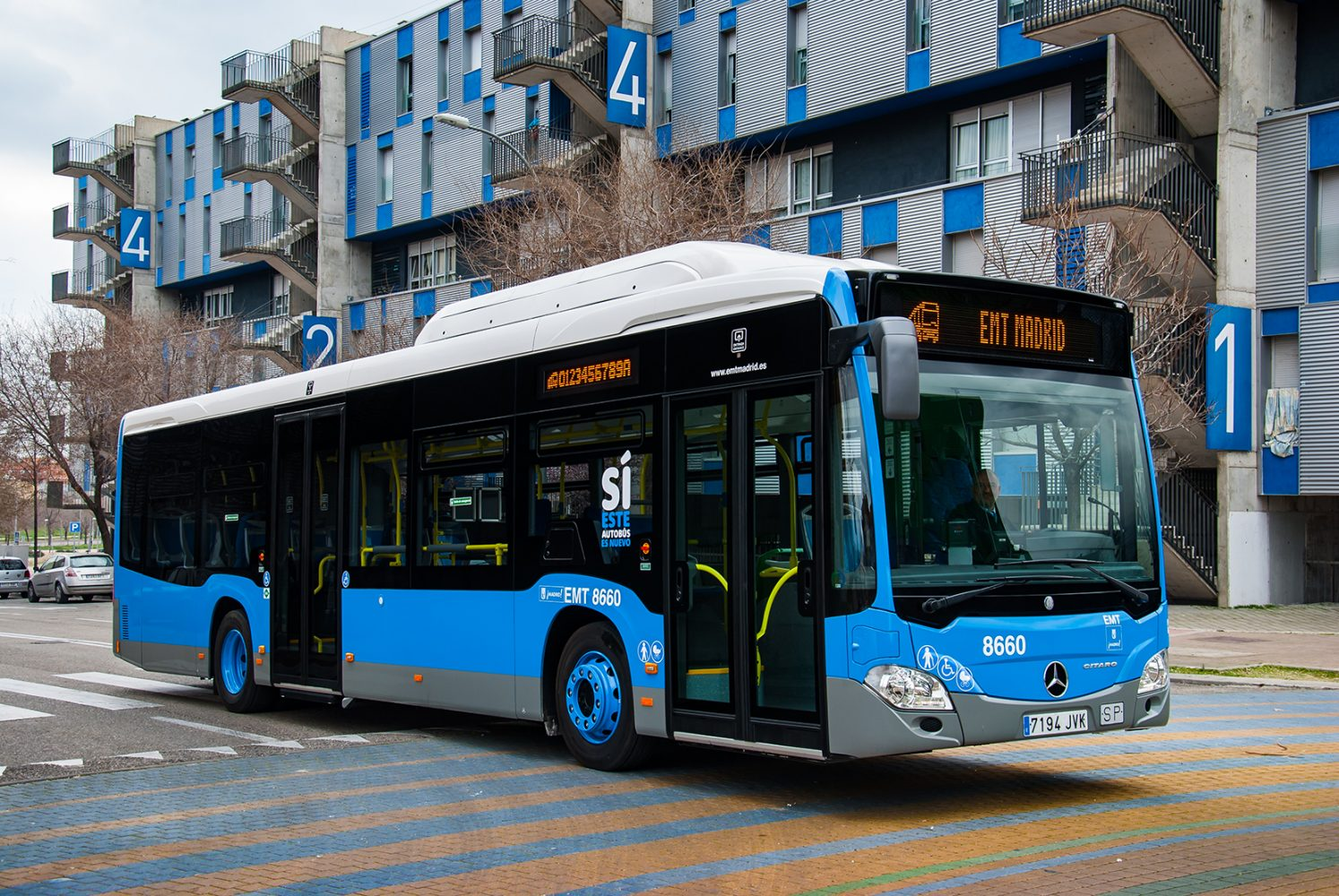
Autobús de la EMT

La EMT de Madrid gestiona una flota de 2106 autobuses repartidos por 237 líneas que tienen una extensión de 3500 kilómetros. Actualmente presta el servicio de autobuses en líneas regulares y temporales en sustitución de otros transportes que hayan sufrido un percance o tengan su servicio interrumpido debido a obras.
Como parte del valor añadido de la EMT está un sistema open data de cara a la «Smart City», CCTV y conexión WiFi gratuita tanto en las paradas más relevantes como toda la flota de autobuses.
El 1 de enero de 2023, Madrid fue la primera de las grandes metrópolis de Europa en tener todos sus autobuses urbanos propulsados por combustibles más ecológicos, pues desde dicha fecha sólo utiliza gas natural comprimido (GNC) y baterías para recargar sus autobuses eléctricos.

### BiciMAD
En mayo de 2016, con la municipalización del servicio de alquiler de bicicletas (hasta entonces operado por Bonopark S.L.) por parte del Ayuntamiento de Manuela Carmena, la EMT asumió la gestión de este. En marzo de 2023 Martínez Almeida comenzó la gran ampliación del servicio a los 21 distritos de Madrid y la renovación total y modernización del sistema, cambiando toda la flota y bases por nuevas adquisiciones. Actualmente el servicio está presente en toda la ciudad de Madrid con 611 estaciones y 7.500 bicicletas.

### Teleférico de Madrid
Desde 2018 la EMT opera el teleférico de la Casa de Campo.

### EMT Aparcamientos
EMT Aparcamientos se encarga de la gestión de varias formas de aparcamiento que existen en el municipio. Entre otras, se encuentra la gestión de los aparcamientos públicos, aparcamientos de residentes (incluidos abonos de larga duración),  BiciPARK y aparcamientos disuasorios (estacionamiento gratis con uso de cualquier título de transporte público colectivo, por un período de tiempo no inferior a 5 horas ni superior a las 16 horas).
Durante la alcaldía de Almeida, la EMT se siguió haciendo cargo de aparcamientos públicos poco rentables y que producen pérdidas, mientras que algunos de los más rentables, como el aparcamiento del Carmen, se privatizarán, llevándose los beneficios una empresa concesionaria y no la propia EMT. Durante la alcaldía anterior de Manuela Carmena por el contrario, varios aparcamientos fueron re-municipalizados lo que proveyó de ingresos extra las arcas públicas, por ejemplo el de Plaza de España rentó 1 millón de euros en contraste con los 20.000 que la concesionaria pagaba anteriormente.

## Otros servicios y actividades
- Trabajos relacionados con el control del estacionamiento en la ciudad de Madrid con los que se contribuye a una mayor racionalización del estacionamiento en la ciudad, a través de su Servicio de Apoyo al Control del Estacionamiento (SACE).
- Comercialización de publicidad exhibida en sus vehículos.
- Otras actividades relacionadas con su objeto social, entre ellas la preservación, restauración y conservación de autobuses antiguos pertenecientes a modelos que prestaron servicio en la EMT en épocas pasadas.